# Maresia
Maresia és un gènere de plantes amb flors dins la família brassicàcia.
Consta de 5 a 15 espècies de plantes de sòls arenosos de la regió mediterrània i de les terres àrides veïnes.
Als Països Catalans és autòctona l'espècie Maresia nana.

## Algunes espècies
| - Maresia arenaria - Maresia binervis - Maresia crenulata - Maresia doumetiana - Maresia exacoides | - Maresia lacera - Maresia littorea - Maresia longistyla - Maresia malcolmioides - Maresia malcomioides | - Maresia meyeri - Maresia nana - Maresia pulchella - Maresia pygmaea - Maresia ramosissima |